# Latrodectus
Latrodectus (dříve, ve starší literatuře, též Lathrodectus) je rod jedovatých pavouků, kteří jsou všeobecně známí jako černé vdovy, protože některé samice požírají své partnery, tudíž tzv. „ovdoví“. Tento rod představil a popsal francouzský vědec Charles Athanase Walckenaer v roce 1805. Patří do čeledi Theridiidae (snovačkovití) a k roku 2022 je uznáno celkem 34 taxonů. První byl popsán Latrodectus mactans v roce 1775 (největší a možná nejjedovatější druh původem ze Severní Ameriky), doposud poslední Latrodectus garbae a Latrodectus hurtadoi, oba z Kolumbie, v roce 2021.
Kromě Severní Ameriky (původní domoviny) se tito pavouci rozšířili i do Jižní Ameriky (např. Latrodectus corallinus, Latrodectus curacaviensis), Evropy (např. Latrodectus tredecimguttatus), Asie, Afriky, Austrálie (např. Latrodectus hasseltii), nebo třeba Nového Zélandu (např. Latrodectus katipo). Zástupci se od sebe liší velikostí, zbarvením i jedovatostí. Větší pozornost je věnována hlavně samicím. Ve většině případů jsou tmavě zbarvené, ale některé mohou mít světlejší nebo dokonce načervenalé tělo. Mnohé z nich mají na vrchní straně zadečku červené, oranžové, hnědé nebo bílé fleky, tečky či pruhy. Avšak typickým znakem těchto snovaček jsou spojené načervenalé trojúhelníčky na spodní straně zadečku připomínající přesýpací hodiny (případně kalich).
Tito i když malí pavouci mají neobyčejně silný jed obsahující neurotoxin – latrotoxin, a syndrom systematické intoxikace po kousnutí černou vdovou se nazývá latrodektismus (též latrodektizmus). Nebezpečné jsou hlavně, oproti samcům mnohonásobně větší, samice, které mají neobvykle velké jedové žlázy. Jejich jed dokáže usmrtit i velké obratlovce, včetně člověka. Navzdory jejich pověsti a možné síle jedu dochází k smrtelným případům jen velmi vzácně (pavouk mj. kontroluje množství jedu, které je mnohdy nepatrné, a až v 15% případů nedochází k intoxikaci vůbec).

## Taxonomie (druhy)
Pavouci tohoto rodu žijí na všech kontinentech kromě Antarktidy. K roku 2022 World Spider Catalog (WSC) uznává celkem 34 druhů:
- Latrodectus antheratus (snovačka paraguayská[3]) Badcock, 1932 – Paraguay, Argentina
- Latrodectus apicalis (snovačka galapážská[3]) Butler, 1877 – Galapágy
- Latrodectus bishopi (snovačka biskupská[3]) Kaston, 1938 – Spojené státy
- Latrodectus cinctus Blackwall, 1865 – Kapverdy, Afrika, Kuvajt, Írán
- Latrodectus corallinus Abalos, 1980 – Argentina
- Latrodectus curacaviensis (snovačka antilská[3]) Müller, 1776 – Malé Antily, Jižní Amerika
- Latrodectus dahli (snovačka Dahlova[3]) Levi, 1959 – severní Afrika, Kypr, Turecko, Ázerbájdžán, Kazachstán, Blízký východ, Írán, Střední Asie
- Latrodectus diaguita (snovačka diaguita[3]) Carcavallo, 1960 – Argentina
- Latrodectus elegans Thorell, 1898 – Indie, Myanmar, Thajsko, Čína, Japonsko
- Latrodectus erythromelas Schmidt & Klaas, 1991 – Indie, Srí Lanka
- Latrodectus garbae Rueda & Realpe, 2021 – Kolumbie
- Latrodectus geometricus (snovačka hnědá[3]) C. L. Koch, 1841 – Afrika, Severní i Jižní Amerika, Polsko, Střední východ, Pákistán, Indie, Thajsko, Japonsko, Čína, Papua Nová Guinea, Austrálie, Havaj
- Latrodectus hasselti (snovačka Hasseltova[3]) Thorell, 1870 – jihovýchodní Asie, Austrálie, Írán, Pákistán, Indie, Japonsko, Nový Zéland
- Latrodectus hesperus (snovačka kalifornská[3]) Chamberlin & Ivie, 1935 – Kanada, USA, Mexiko, Izrael, Korea
- Latrodectus hurtadoi Rueda & Realpe, 2021 – Kolumbie
- Latrodectus hystrix (snovačka adenská[3]) Simon, 1890 – Jemen (též Sokotra)
- Latrodectus indistinctus O. Pickard-Cambridge, 1904 – Namibie, Jihoafrická republika
- Latrodectus karrooensis Smithers, 1944 – Jižní Afrika
- Latrodectus katipo (snovačka katipo[3]) Powell, 1871 – Nový Zéland
- Latrodectus lilianae (snovačka Lilianina[3]) Melic, 2000 – Španělsko, Portugalsko, možná Alžírsko
- Latrodectus mactans (snovačka kalichová[3]) Fabricius, 1775 – původem ze Severní Ameriky, dále Jižní Amerika a Asie
- Latrodectus menavodi Vinson, 1863 – Madagaskar, Komory, Seychely (Aldabra)
- Latrodectus mirabilis (snovačka argentinská[3]) Holmberg, 1876 – Argentina
- Latrodectus obscurior Dahl, 1902 – Kapverdy, Madagaskar
- Latrodectus pallidus (snovačka bledá[3]) O. Pickard-Cambridge, 1872 – Kapverdy, Turecko, Kazachstán, Írán, Střední Asie
- Latrodectus quartus Abalos, 1980 – Argentina
- Latrodectus renivulvatus (snovačka africká[3]) Dahl, 1902 – Afrika, Jemen, Saúdská Arábie, Irák
- Latrodectus revivensis (snovačka izraelská[3]) Shulov, 1948 – Izrael
- Latrodectus rhodesiensis Mackay, 1972 – Jižní Afrika
- Latrodectus thoracicus Nicolet, 1849 – Chile
- Latrodectus tredecimguttatus (snovačka jedovatá[3]) Rossi, 1790 – Středomoří, Evropa i Asie: hlavně Ukrajina, Kavkaz, Rusko (jižní Sibiř), Kazachstán, Írán, Střední Asie, Čína
- Latrodectus umbukwane B. M. O. G. Wright, C. D. Wright, Lyle & Engelbrecht, 2019 – Jihoafrická republika
- Latrodectus variegatus (snovačka strakatá[3]) Nicolet, 1849 – Chile, Argentina
- Latrodectus variolus (snovačka kanadská[3]) Walckenaer, 1837 – USA, Kanada